# Christel Jankowsky
Christel Jankowsky (* 25. Dezember 1919 in Ragnit (Neman); † 12. Mai 1956) war eine deutsche  Aufseherin in den Konzentrationslagern Ravensbrück, Neurohlau, Oederan und Teplitz-Schönau. 1954 wurde sie von der DDR-Justiz nach Geständnis ohne Zeugenanhörung und Dokumentenbeweise in einer nichtöffentlichen Verhandlung wegen Verbrechen gegen die Menschlichkeit zum Tode verurteilt. Das Todesurteil wurde 1955 in lebenslange Haft umgewandelt.

## Leben

### Jugend und Tätigkeit als KZ-Aufseherin
Jankowsky war die Tochter von Erna Jankowsky und des Schmieds Ernst Jankowsky. Sie besuchte zwischen 1925 und 1933 die Volksschule, wurde jedoch aus der sechsten Klasse entlassen, da sie zweimal das Lernziel nicht erreichte. Nach ihrer Entlassung arbeitete sie ein Jahr lang im elterlichen Haushalt und war bis 1935 als landwirtschaftliche Arbeiterin tätig. Von 1935 bis 1937 war sie Hausgehilfin, arbeitete als Hilfsarbeiterin bis 1941 in der Zellstoff-Fabrik in Ragnit und von 1941 bis 1943 in einer Sprengstoff-Fabrik in Kaltwasser bei Bromberg. Im Frühjahr 1943 wurde Jankowsky von einem SS-Offizier und einer SS-Aufseherin für eine Aufsehertätigkeit im KZ Ravensbrück angeworben. Sie nahm die Stellung an, weil sie sich davon einen guten Verdienst, kostenlose Kleidung, gute Verpflegung und eine gute Unterbringung versprach.
Im KZ erhielt sie eine dreimonatige Ausbildung, die von der Aufseherin Dorothea Binz geleitet wurde; sie bestand aus einem theoretischen und einem praktischen Teil. Jankowsky äußerte sich dazu in ihrem späteren Prozess:

„Bis zu diesem Zeitpunkt war mir nicht bekannt, wie man die Menschen in den Konzentrationslagern behandelt. So musste ich zum Beispiel die weiblichen Häftlinge aus dem NN-Block – es handelte sich um sowjetische, polnische und deutsche Bürger – vorführen lassen. Diesen Menschen verabreichte ich dann mit einer Peitsche, an deren Riemenenden Blei- bzw. Eisenkugeln befestigt waren, 25 Schläge. Die Folge davon war meistens, dass sie bewusstlos waren und liegen blieben. Diese Personen, die liegen blieben, wurden erschossen.“

Zur praktischen Ausbildung gab sie an:

„Wir wurden älteren Aufseherinnen zugewiesen, die uns ständig auf ‚Fehler‘ aufmerksam machten. Die Art dieser Ausbildung dauerte ungefähr acht Tage. Danach wurden wir durch praktischen Unterricht abgehärtet. Dies ging folgendermaßen vor sich: Uns wurden politische Häftlinge vorgeführt, die aus dem so genannten ‚NN-Block‘ und ‚Strafblock‘ stammten. Diese Häftlinge mussten wir so lange mit der Peitsche schlagen oder mit Wasser bespritzen, bis sie bewusstlos zu Boden fielen. Die Häftlinge, die nach diesen Misshandlungen nicht wieder aufstehen konnten, wurden an Ort und Stelle von uns erschossen.“

Während des Prozesses sagte sie aus, während der Ausbildungszeit ungefähr 60 weibliche Häftlinge erschossen und eine weit größere Zahl von Häftlingen misshandelt zu haben. Für jeden erschossenen Häftling habe sie 5,00 bis 6,00 Reichsmark sowie zusätzlich eine bessere Verpflegung erhalten.
Anschließend wurde Jankowsky nach Neurohlau versetzt; dieses war bis August 1943 ein Außenlager des KZ Ravensbrück und wurde im Frühjahr 1944 vom KZ Flossenbürg übernommen. Hier musste sie die weiblichen Häftlinge zur und von der Arbeit begleiten und während der Arbeitszeit beaufsichtigen, wobei das Benutzen einer Peitsche und das Tragen einer Schusswaffe nicht erlaubt war. Von Neurohlau wurde sie nach Oederan versetzt, wo sie bis Ende Februar 1945 Aufseherin war. Danach wurde dieses Außenlager aufgelöst und die Inhaftierten in das KZ Theresienstadt verbracht. Nach Auflösung des Außenlagers Oederan kam Jankowsky für etwa zwei Wochen nach Lemneritz, einem weiteren Außenlager des KZ Flossenbürg, wo sie wegen Krankheit dienstunfähig war. Ihr letzter Einsatzort war Anfang 1945 das KZ Teplitz-Schönau, wo sie ebenfalls keinen Dienst hatte.
Während des Prozesses gab sie an, in Ravensbrück eine Schießausbildung an Inhaftierten erhalten, an sechs oder sieben Vergasungen von 60 Personen teilgenommen zu haben und in Neurohlau wegen guter Leistungen zur SS-Scharführerin befördert worden zu sein. Diese Aussagen entsprechen nicht dem gesicherten Stand zeitgeschichtlicher Forschung zum KZ Ravensbrück, da Gaskammern erst ab Januar 1945 existierten, Frauen keine SS-Ränge bekleiden konnten und über eine Schießausbildung für Aufseherinnen an lebenden Zielen keine Nachweise vorliegen.

### Nachkriegszeit, Prozess und Verurteilung
Nach Kriegsende ließ sich Jankowsky in Neustadt an der Orla nieder. Von 1945 bis 1951 arbeitete sie als Hilfsarbeiterin in verschiedenen Betrieben und war bis 1953 bei der Wismut AG als Reinemachfrau angestellt. Ab Ende 1953 war sie Reinemachfrau in der FDJ-Bezirksjugendschule in Neustadt an der Orla. 1946 wurde Jankowsky Mitglied des Freien Deutschen Gewerkschaftsbunds (FDGB), 1950 des Demokratischen Frauenbunds Deutschlands (DFD) und 1951 der Gesellschaft für Deutsch-Sowjetische Freundschaft (DSF). Nachdem sie in der FDJ-Bezirksjugendschule nach Streitereien von einer Kollegin beschuldigt worden war, KZ-Wärterin gewesen zu sein, kam sie am 23. Februar 1954 in Gera in Untersuchungshaft und das Ministerium für Staatssicherheit (Stasi) übernahm die weiteren Ermittlungen. Da bis dahin keine Zeugen aus dem KZ Ravensbrück gefunden werden konnten, wurde die Anklageschrift am 31. Mai 1954 abgeschlossen, wobei diese ausschließlich auf den Geständnissen von Jankowsky beruhten. Ihr wurde die Ermordung von 60 Inhaftierten und weiterer 35 Gefangenen zur Last gelegt.
Am 14. Juli 1954 wurde Jankowsky vom Bezirksgericht Gera ohne Anhörung von Zeugen, ohne Dokumentenbeweise und in einer nichtöffentlichen Verhandlung wegen Verbrechens gegen die Menschlichkeit zum Tode verurteilt. Jankowsky stellte daraufhin ein Gnadengesuch, das vom Generalstaatsanwalt der DDR, dem Staatsanwalt des Bezirkes und dem Bezirksgericht abgelehnt wurde, nur die DDR-Justizministerin Hilde Benjamin meldete Zweifel an und befürwortete eine Begnadigung. In den folgenden Wochen wurden vom Generalstaatsanwalt etwa 100 ehemalige Häftlinge aus Ravensbrück zum Fall vernommen. Da sich keine der Zeuginnen erinnern konnte, dass 1942/43 in Ravensbrück Frauen erschossen oder erhängt worden seien, wurde das Todesurteil am 11. Juli 1955 vom Präsidenten der DDR Wilhelm Pieck in lebenslange Haft umgewandelt.
Jankowsky starb im Mai 1956 im Haftkrankenhaus an den Folgen eines Gehirntumors.